# Championnat d'Amérique du Sud de rugby à XV 2007
Navigation
Championnat 2006 Championnat 2008
Le Championnat d'Amérique du Sud de rugby à XV 2007 est une compétition qui oppose les meilleures équipes nationales des pays d'Amérique du Sud, elle est organisée par la Confederación sudamericana de rugby (CONSUR). Cette compétition répartit chacune des équipes en deux groupes de niveau (A et B), chaque division est composée en deux groupes de trois ou quatre équipes chacune. C'est la vingt-huitième édition de cette compétition continentale. Le Paraguay, trop faible pour le premier groupe et trop fort pour le second, n'a pas participé à cette édition.

## Équipes participantes
| Division A - Argentine - Chili - Uruguay | Division B - Brésil - Colombie - Pérou - Venezuela |

## Division A

### Format
Chaque équipe rencontre une seule fois les autres équipes et elle joue un match sur deux à domicile. 

### Classement
| Rang | Nation        | J | V | N | D | Pm | Pe  | Diff | Pts |
| ---- | ------------- | - | - | - | - | -- | --- | ---- | --- |
| 1    | Argentine (T) | 1 | 1 | 0 | 0 | 79 | 8   | +71  | 3   |
| 2    | Uruguay       | 1 | 1 | 0 | 0 | 35 | 34  | +1   | 3   |
| 3    | Chili         | 2 | 0 | 0 | 2 | 42 | 114 | -72  | 2   |

|  | Vainqueur (no 1).        |
|  | T : Tenant du titre 2006 |

### Résultats
| 25 août 2007 | Chili | 34 – 35 | Uruguay | Santiago |
| 25 août 2007 |       |         |         | Santiago |
| 25 août 2007 |       |         |         | Santiago |

| 15 décembre 2007 | Argentine | 79 – 8 | Chili | San Juan |
| 15 décembre 2007 |           |        |       | San Juan |
| 15 décembre 2007 |           |        |       | San Juan |

|  | Uruguay | Non disputé | Argentine |  |
|  |         |             |           |  |
|  |         |             |           |  |

## Division B

### Format
Le tournoi se déroule sur une semaine au Pérou.

### Classement
| Rang | Nation    | J | V | N | D | Pm  | Pe  | Diff | Pts |
| ---- | --------- | - | - | - | - | --- | --- | ---- | --- |
| 1    | Brésil    | 3 | 3 | 0 | 0 | 116 | 25  | +91  | 6   |
| 2    | Pérou     | 3 | 2 | 0 | 1 | 49  | 41  | +8   | 4   |
| 3    | Colombie  | 3 | 1 | 0 | 2 | 45  | 69  | -24  | 2   |
| 4    | Venezuela | 3 | 0 | 0 | 3 | 28  | 106 | -78  | 0   |

|  | Vainqueur (no 1). |

### Résultats
| 4 novembre 2007 | Colombie | 33 – 13 | Venezuela | Lima |
| 4 novembre 2007 |          |         |           | Lima |
| 4 novembre 2007 |          |         |           | Lima |

| 4 novembre 2007 | Pérou | 12 – 24 | Brésil | Lima |
| 4 novembre 2007 |       |         |        | Lima |
| 4 novembre 2007 |       |         |        | Lima |

| 7 novembre 2007 | Brésil | 49 – 7 | Venezuela | Lima |
| 7 novembre 2007 |        |        |           | Lima |
| 7 novembre 2007 |        |        |           | Lima |

| 7 novembre 2007 | Pérou | 13 – 9 | Colombie | Lima |
| 7 novembre 2007 |       |        |          | Lima |
| 7 novembre 2007 |       |        |          | Lima |

| 10 novembre 2007 | Brésil | 43 – 3 | Colombie | Lima |
| 10 novembre 2007 |        |        |          | Lima |
| 10 novembre 2007 |        |        |          | Lima |

| 10 novembre 2007 | Pérou | 24 – 8 | Venezuela | Lima |
| 10 novembre 2007 |       |        |           | Lima |
| 10 novembre 2007 |       |        |           | Lima |